# Kinabuxbomsträd
Kinabuxbomsträd (Aglaia odorata) är en tvåhjärtbladig växtart som beskrevs av João de Loureiro. Aglaia odorata ingår i släktet Aglaia och familjen Meliaceae. Inga underarter finns listade i Catalogue of Life.
Virket hos kinabuxbomstärd liknar det hos buxbomsarter har använts som ersättning för detta till olika träarbeten.